# Крукид Крик (Џорџија)
Крукид Крик (енгл. Crooked Creek) насељено је место без административног статуса у америчкој савезној држави Џорџија.

## Демографија
По попису из 2010. године број становника је 639.
| Група             | 2000.    | 2010.       |
| Белци             | 0 (0,0%) | 581 (90,9%) |
| Афроамериканци    | 0 (0,0%) | 41 (6,4%)   |
| Азијати           | 0 (0,0%) | 2 (0,3%)    |
| Хиспаноамериканци | 0 (0,0%) | 9 (1,4%)    |
| Укупно            | 0        | 639         |